# Nasal palatal sorda
La consonante nasal palatal sorda es un tipo de sonido consonántico presente en algunas lenguas orales. Los símbolos en el Alfabeto Fonético Internacional que representan a este sonido son  ⟨ɲ̊⟩ y ⟨ɲ̥⟩, combinaciones de la letra de la consonante nasal palatal y un diacrítico encima o debajo indicando que es una consonante sorda. 
El equivalente X-SAMPA es J_0.
Si fuera necesaria una distinción, la nasal alveopalatal sorda puede ser transcrita como ⟨n̠̊ʲ⟩ (ensordecida, retraída o palatalizada ⟨n⟩) o ⟨ɲ̟̊⟩ (⟨ɲ⟩ ensordecida y adelantada) estos son esencialmente equivalentes, ya que el contacto incluye tanto la hoja como el cuerpo (pero no la punta) de la lengua. Los símbolos X-SAMPA equivalentes son n_-' o n_-_j y J_0_+ respectivamente. También se puede usar la letra no oficial del AFI ⟨ȵ̊⟩ (versión ensordecida de ⟨ȵ⟩, que a su vez es una "n" común con el "rulo" que llevan en su parte inferior las letras de las consonantes alveopalatales (ɕ, ʑ).

## Características
- Su modo de articulación es oclusivo, lo que significa que se produce al obstruir el flujo de aire en el tracto vocal. Debido a que la consonante también es nasal , el flujo de aire bloqueado se redirige a través de la nariz.
- Su punto de articulación es palatal,  lo que significa que se articula con la parte media o posterior de la lengua elevada hacia el paladar duro
- Su fonación es sorda, lo que significa que se produce sin hacer vibrar las cuerdas vocales.
- Es una consonante nasal, lo que significa que el aire puede escapar por la nariz, ya sea exclusivamente o además por la boca.
- Es una consonante central , lo que significa que se produce al dirigir la corriente de aire a lo largo del centro de la lengua, en lugar de a los lados.
- El mecanismo de la corriente de aire es pulmonar, lo que significa que se articula empujando el aire únicamente con los pulmones y el diafragma, como ocurre con la mayoría de los sonidos.

## Ejemplos
| Idioma                     | Idioma                     | Palabra      | AFI       | Significado  | Notas                                                         |
| -------------------------- | -------------------------- | ------------ | --------- | ------------ | ------------------------------------------------------------- |
| Birmano                    | Birmano                    | ညှာ/nya:       | [ɲ̊à]      | 'considerar' |                                                               |
| Feroés                     | Feroés                     | einki / onki | [ˈɔɲ̊t͡ʃɪ]  | 'nada'       | Ver Fonología del feroés                                      |
| Iaai                       | Iaai                       | [ɲ̊øːk]       | [ɲ̊øːk]    | 'dedicar'    |                                                               |
| Islandés                   | Islandés                   | banki        | [ˈpäu̯ɲ̊cɪ] | 'banco'      | Ver Fonología del islandés                                    |
| Mazateco de Japala de Díaz | Mazateco de Japala de Díaz | hñá          | [ɲ̊á]      | 'cepillo'    |                                                               |
| Xumi                       | Bajo                       | [EPʃɐ̃ɲ̟̊ɛ]     | [EPʃɐ̃ɲ̟̊ɛ]  | 'limpiar'    | Alveopalatal; ocurre principalmente en préstamos del tibetano |